# جزيرة جنا
جزيرة جَنَا هي جزيرة سعودية تقع في المنطقة الشرقية من المملكة العربية السعودية في الخليج العربي. تبلغ مساحة الجزيرة نحو 0,20 كم2 وتبعد عن الساحل بحوالي 20 ميل بحري. و تبعد حوالي ٢٠ كيلومترًا شمال شرق مدينة الجبيل الصناعية ومينائها. على الرغم من الأضرار الجسيمة التي لحقت بالمنطقة الساحلية خلال حرب الخليج الثانية، فقد عادت الجزيرة لتكون موقعًا مفضلًا لتعشيش السلاحف الخضراء في عام ١٩٩٥. تُعدّ جزيرة جَنَّة جزءًا من أرخبيل الجزر المنتشرة على طول ساحل الخليج العربي للمملكة، وتتميز بتنوعها البيئي وأهميتها كموطن للعديد من الكائنات الحية البحرية والطيور. وقد ساهمت الجهود البيئية في الحفاظ على هذه الجزيرة كبيئة حاضنة للسلاحف البحرية المهددة بالانقراض، مما يُبرز أهمية المنطقة كجزء من التراث الطبيعي للمملكة.